# 충청북도괴산증평교육지원청
충청북도괴산증평교육지원청(忠淸北道槐山曾坪敎育支援廳, Goesan Jeungpyeong Office of Education)은 충청북도교육청 산하 교육지원청이다. 충청북도 괴산군 괴산읍 서부리 508에 소재해있으며, 괴산군과 증평군을 관할한다.
교육장은 장학관으로 보한다.

## 산하 기관

### 초등학교
괴산군
| - 감물초등학교 - 괴산명덕초등학교 - 동인초등학교 - 목도초등학교 | - 문광초등학교 - 백봉초등학교 - 보광초등학교 | - 소수초등학교 - 송면초등학교 - 연풍초등학교 - 장연초등학교 | - 청안초등학교 - 청천초등학교 - 칠성초등학교 |

증평군
| - 도안초등학교 - 삼보초등학교 - 죽리초등학교 - 증평초등학교 |

### 중학교
괴산군
| - 괴산북중학교 - 괴산오성중학교 | - 괴산중학교 - 송면중학교 | - 연풍중학교 - 청안중학교 | - 청천중학교 - 칠성중학교 |

증평군
| - 증평여자중학교 - 증평중학교 - 형석중학교 |

### 직속기관
- 괴산교육도서관
- 증평교육도서관